# 小行星4375
小行星4375（英語：4375 Kiyomori）是一颗围绕太阳公转的小行星。1987年2月28日，新島恒男、浦田武在尾島町发现了此天体，以清盛（Kiyomori）命名。
这颗小行星的绝对星等为70.08307等。